# 王强 (武警)
王強，男，中國共產黨黨員，武警少將警銜。

## 生平
歷任武警廣西總隊司令員、武警8620部队队长  